# Steunfonds
Een steunfonds is een fonds dat geldelijke of materiële steun verleent aan zijn deelnemers.

## Geschiedenis
Omdat het in het verleden voor veel individuele burgers niet mogelijk was grote, onvoorziene kosten te dragen, of omdat ze geen inkomen hadden omdat er niet gewerkt kon worden, werd een systeem voor het collectief dragen bedacht. De eerste vormen zijn feitelijk de gilden. De gilde ondersteunde zijn leden wanneer ze door ziekte of ouderdom niet konden werken. Ook regelde deze vaak de begrafenis van zijn leden en hun gezin.
Steunfondsen onderscheiden zich van een verzekering in die zin dat een steunfonds meestal in natura vergoedt, terwijl een verzekering een restitutie geeft (hoewel verzekeraars ook steeds meer in natura vergoeden).
Steunfondsen onderscheiden zich van liefdadigheid omdat een steunfonds geld inzamelt en in liefdadigheid juist arbeid of geld beschikbaar wordt gesteld.
Een steunfonds is vergelijkbaar met het Engelse mutual principe en staat in Frankrijk bekend als Société d'assurance mutuelle.
De uitdrukking steunfonds is bijna geheel verdwenen omdat er andere instellingen voor in de plaats gekomen zijn, zoals wettelijk geregelde verzekeringen (zoals de sociale verzekering), collectieve verzekeringen en Algemeen nut beogende instellingen. Er bestaan echter nog wel steunfondsen.

## Voorbeelden
- Interkerkelijke Steunfondsen, zoals het Interkerkelijk Sociaal Fonds Delft[2]
- Kinderkankerfonds, Belgisch steunfonds voor kinderen die aan kanker lijden
- Stichting Madurodam Steunfonds, steunt goede doelen
- Onderling Medisch Steunfonds, een steunfonds voor ziektekosten van Shell, nu onderdeel van Achmea
- Stichting Steunfonds Pro Juventute Nederland, een steunfonds voor rechtshulp aan jongeren
- Stakingskas, steunfonds om het werk te kunnen neerleggen uit protest en toch inkomen te hebben, zie ook staking
- Stichting Veterinair Steunfonds, voor ondersteuning van huisdiereneigenaren en hun huisdieren die door omstandigheden de medisch noodzakelijke zorg voor hun dier niet kunnen bekostigen[3]

Afgeleiden
- Nationaal Steun Fonds, financierder van het verzet (het wordt ook wel afgekort tot NSF wat tot verwarring kan leiden)
- Zeemanspot, een steunfonds dat gedurende de bezetting van Nederland in de Tweede Wereldoorlog financiële steun verleende aan de families van buitengaats verkerende Nederlandse zeelieden
- Ziekenfondsen waren feitelijk steunfondsen voor ziektekosten